# Буйволовое молоко

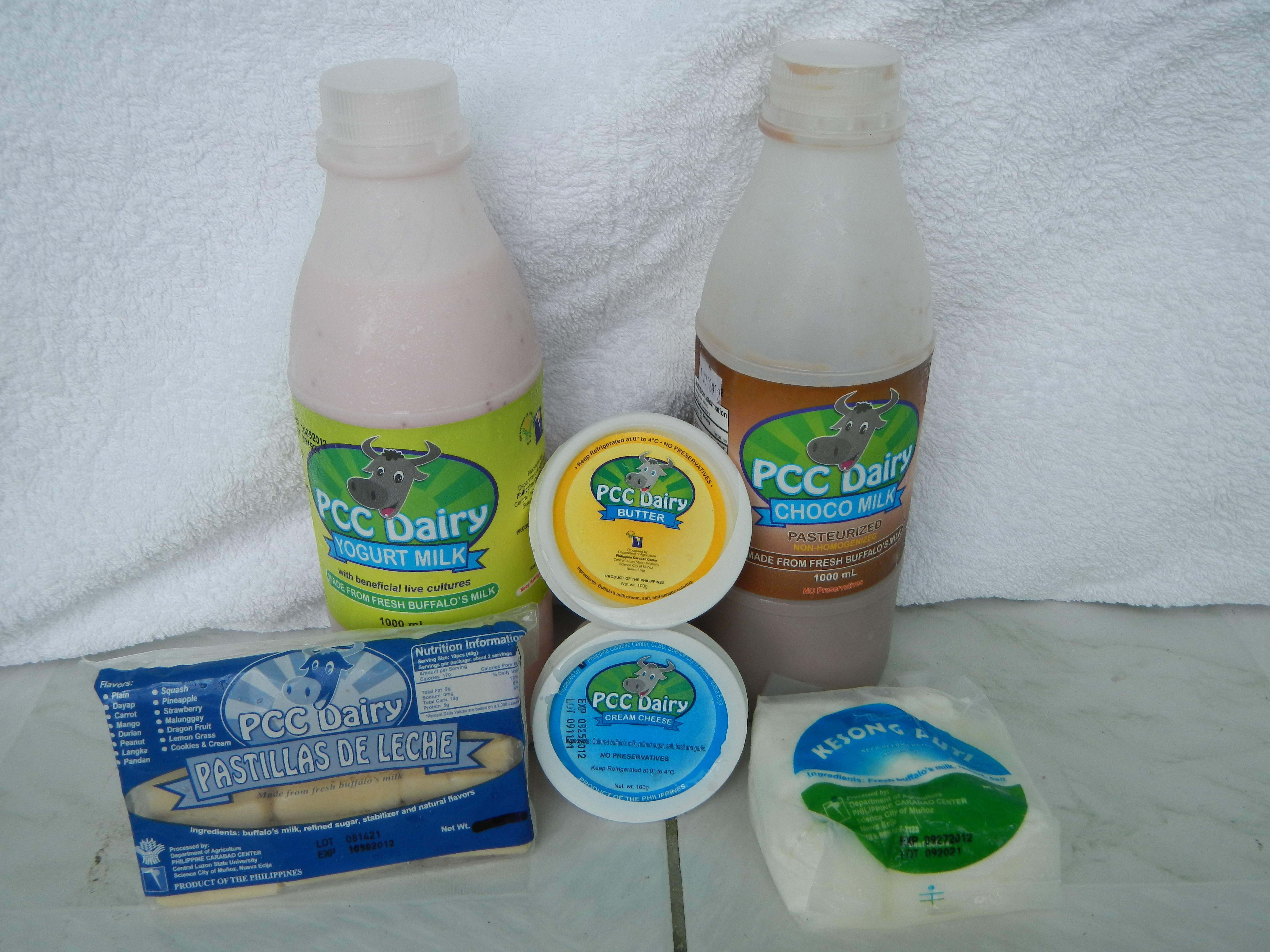

Буйволовое молоко — материнское молоко вырабатываемое в виде секрета молочных желёз буйволицами.
Это молоко имеет сладкий вкус, непрозрачный белый цвет; pH колеблется от 6,6 до 6,8, а содержание жира составляет от 6 до 9%. Азотистые вещества составляют от 3,8 до 4%, альбумины, глобулины, протеозы-пептоны 0,50-1%; небелковые азотистые вещества составляют от 0,20 до 0,30%, а лактоза от 4,5 до 5%.

## Производство в мире
Пять главных производителей буйволового молока в мире по состоянию на 2020 год.
| Страна   | Произведено тонн |
| -------- | ---------------- |
| Индия    | 90,026,273       |
| Пакистан | 37,256,000       |
| Китай    | 2,919,966        |
| Египет   | 1,747,641        |
| Непал    | 1,380,600        |

## Использование в кулинарии
Буйволовое молоко используется для изготовления сыров, таких как моцарелла или рас. Также из него часто делают масло гхи, йогурт или дахи.